# John Francis Dillon
John Francis Dillon (13 de julio de 1884 – 4 de abril de 1934) fue un director y actor cinematográfico de nacionalidad estadounidense, activo en la época del cine mudo. 
Nacido en Nueva York, Dillon dirigió su primera cinta, The Key to Yesterday, en 1914 para Favorite Players Film Co., trabajando posteriormente para estudios como Triangle Film Corporation y Nestor Film Company. En total dirigió 130 filmes entre 1914 y 1934, y actuó en 74 películas desde 1914 a 1931. 
Falleció en Los Ángeles, California, a causa de un infarto agudo de miocardio. Fue enterrado en el Cementerio Hollywood Forever de Hollywood.

## Selección de su filmografía

### Director
| - The Key to Yesterday (1914) - Two Hearts and a Thief (1915) - A Deep Sea Liar (1916) - A Bachelor's Finish (1917) - Indiscreet Corinne (1917) - Betty Takes a Hand (1918) - Limousine Life (1918) - Heiress for a Day (1918) - The Follies Girl (1919) - A Prisoner for Life (1919) - Love's Prisoner (1919) - Suds (1920) - The Roof Tree (1921) - Man Wanted (1922) | - The Broken Violin (1923) - The Self-Made Wife (1923) - The Huntress, codirigida con Lynn Reynolds (1923) - One Way Street (1925) - Don Juan's Three Nights (1926) - The Heart of a Follies Girl (1928) - Sally (1929) - Fast Life (1929) - Bride of the Regiment (1930) - The Girl of the Golden West (1930) - Kismet (1930) - Call Her Savage (1932) - The Big Shakedown (1934) |

### Actor
| - The Man in the Couch, de Edward Dillon (1914) - Bess the Detectress in Tick, Tick, Tick, de Allen Curtis (1914) - The Political Boss, de Carlyle Blackwell (1914) - Bess the Detectress in the Dog Watch, de Allen Curtis (1914) - Shannon of the Sixth, de George Melford (1914) - A Dramatic Mistake (1914) - The Rajah's Vow, de George Melford (1914) - The Primitive Instinct, de George Melford (1914) - The Key to Yesterday, de John Francis Dillon (1914) - Dough and Dynamite, de Charles Chaplin (1914) - His Taking Ways, de John Francis Dillon (1914) - The Bold Banditti and the Rah, Rah Boys, de Marshall Neilan (1914) - When His Lordship Proposed, de Al Christie (1915) - A Maid by Proxy, de Al Christie (1915) - It Might Have Been Serious, de Al Christie (1915) - Nellie the Pride of the Fire House (1915) - Taking Her Measure (1915) - His Wife's Husband, de Al Christie (1915) - Down on the Farm, de Al Christie (1915) - It Happened on Friday, de Al Christie (1915) - Mixed Values, de Edward Dillon (1915) - His Only Pants, de Eddie Lyons (1915) - The Baby's Fault, de Al Christie (1915) | - A Mixed Up Elopement, de Al Christie (1915) - All in the Same Boat, de Al Christie (1915) - Ethel's New Dress, de Edward Dillon (1915) - His Nobs the Duke, de Al Christie (1915) - Almost a King, de Al Christie (1915) - Wanted... A Chaperone, de Eddie Lyons (1915) - Following Father's Footsteps, de Al Christie (1915) - When Cupid Crossed the Bay, de Al Christie (1915) - With Father's Help, de Al Christie (1915) - Too Many Crooks, de Al Christie (1915) - The Rise and Fall of Officer 13, de Horace Davey (1915) - It Happened While He Fished, de Horace Davey (1915) - Dan Cupid: Fixer, de Horace Davey (1915) - Kids and Corsets, de Horace Davey (1915) - A Maid and a Man, de Horace Davey (1915) - He Fell in a Cabaret, de Edmund Breese (1915) - Molly's Malady, de Horace Davey (1915) - A Desert Honeymoon, de Romaine Fielding (1915) - One to the Minute, de John Francis Dillon (1915) - Getting in Wrong, de John Francis Dillon (1916) - A Bachelor's Finish, de John Francis Dillon (1917) - Her Finishing Touch, de John Francis Dillon (1917) - Green-Eyed Johnny, de John Francis Dillon (1919) - One Yard to Go, de William Beaudine (1931) |